# سایونارا قلب‌های وحشی
سایونارا قلب‌های وحشی (انگلیسی: Sayonara Wild Hearts) یک بازی ویدئویی در سبک ریتم اکشن است که توسط سیموگو توسعه یافته و به‌وسیلهٔ آناپورنا اینتراکتیو و در سال ۲۰۱۹ و در پلت‌فرم‌های آی‌اواس، نینتندو سوئیچ، پلی‌استیشن ۴، مایکروسافت ویندوز، مک‌اواس، ایکس‌باکس وان، و تی‌وی‌اواس منتشر شده است.